# Bibliothèque Marguerite Durand
Bibliothèque Marguerite Durand – paryska biblioteka założona w roku 1931 przez dziennikarkę Marguerite Durand.

## Historia
Biblioteka gromadzi publikacje dotyczące walki o prawa kobiet. Marguerite Durand zbierała je od roku 1897.  31 grudnia 1931 roku  pięć lat przed śmiercią w formie darowizny przekazała zbiory Radzie Miejskiej Paryża. Stały się one bazą biblioteki w Paryżu. W roku 1989 biblioteka została przeniesiona do XIII dzielnicy Paryża przy 79, rue Nationale do nowego budynku, który dzieli z Médiathèque Jean-Pierre-Melville. W 2017 roku miały miejsce demonstracje w obronie lokalizacji biblioteki. Planowano przenieść ją do Bibliothèque historique de la ville de Paris, ale po protestach zrezygnowano z tego projektu. Wiosną 2018 roku biblioteka została zamknięta z powodu remontu

## Zbiory
Zbiory biblioteki obejmują biografie, rękopisy, fotografie, periodyki, książki i 4 tysiące listów znanych kobiet, m.in. Madame de Staël, Colette, Marie Bashkirtseff, Séverine, Gyp (Sibylle Gabrielle Marie Antoinette Riquetti de Mirabeau), Alexandra David-Néel, Maria Deraismes i Olympia de Gouges. Najstarsze publikacje pochodzą z XVII wieku. W 2019 roku liczyły prawie 70 000 dokumentów.